# 蘇埃真西鎮區 (明尼蘇達州耶洛梅德辛縣)
蘇埃真西鎮區（英語：Sioux Agency Township）是位於美國明尼蘇達州耶洛梅德辛縣的一個行政鎮區。

## 歷史
蘇埃真西鎮區於1877年成立，因蘇族的機構位於該處而得名。

## 地方資料
蘇埃真西鎮區的面積為109.14平方千米，當中陸地面積為108.18平方千米，而水域面積為0.96平方千米。根據2020年美國人口普查的數據，當地共有人口240人，而人口密度為每平方千米2.2人。